# 河源北站
河源北站 位于中华人民共和国广东省河源市东源县黄田镇，是赣深客运专线上的火车站，也是该线广东段海拔最高的车站。

## 概况
河源北站建设初期称作东源站。车站为地面车站，站房总规划面积9997平方米，结构为地下一层、地上两层，设置2台4线，主体结构采用钢筋混凝土框架结构，因海拔较高，该站被称为“山顶”上的高铁站。站房建筑以“客家名郡，东源门户”为设计理念，通过坡屋顶的特色设计体现出悠久的客家文化和民俗风情。室内采用东源民居特色窗棂，将窗棂纹饰与排风设备结合起来，展现东源当地客家人特色的建筑风格。
站房两侧设3座生产生活附属房屋，同时还在北出站口配套建设一个约5万平方米的站前广场，并有公交车停车场、出租车停车场等。

## 车站楼层
| 地面 | 站厅     | 售票处、进站口、候车区、出站口      |  |  |
|      | 侧式站台 |                                     |  |  |
|      | 站台     | 赣深高铁 赣州西方向（下站：龙川西） |  |  |
|      |          | 赣深高铁 赣州西方向正线             |  |  |
|      |          | 赣深高铁 深圳北方向正线             |  |  |
|      | 站台     | 赣深高铁 深圳北方向（下站：河源东） |  |  |
|      | 侧式站台 |                                     |  |  |

## 利用状况
截至2025年1月5日全国铁路季度调图，河源北站办理营业客车15列车，其中上行7列、下行8列。